# León Felipe
León Felipe Camino Galicia (n. 11 aprilie 1884 - d. 17 septembrie 1968) a fost un poet spaniol.
A participat la Războiul Civil Spaniol, iar din 1936 s-a stabilit în Mexic.
A scris o lirică postmodernistă, cu unele reminiscențe din Miguel de Unamuno și Antonio Machado, sintetizând mijloace artistice suprarealiste și expresioniste.
De asemenea, a scris și o poezie cu accente sociale, mesianice și profetice, parțial epică, parțial confesivă.

## Scrieri
- 1920/1930: "Versos y oraciones de caminante" (Versuri și orații de drumeț)
- 1936: “La insignia”
- 1938: “El payaso de las bofetadas”
- 1938: “Pescador de caña”
- 1939: "El hacha" (Securea)
- 1939: "Español del éxodo y de llanto" (Spaniol de exil și de plâns)
- 1943: "Ganarás la luz" (Vei dobândi lumina).
- 1947: “España e Hispanidad”
- 1950: “Llamadme publicano”
- 1954: “El ciervo”
- 1968: “¡Oh este viejo y solo violín!”